# Amin al-Manawi
Amin al-Manawi, Amine El Manaoui (arab. أمين المناوي, Amīn al-Manāwī; ur. 20 listopada 1991 w Kalat as-Saraghina) – marokański lekkoatleta specjalizujący się w biegu na 800 metrów. 
Debiutując na światowej imprezie o randze mistrzowskiej, zdobył brązowy medal mistrzostw świata juniorów młodszych w Ostrawie (2007). Rok później zajął 7. miejsce podczas juniorskich mistrzostw świata w Bydgoszczy. Brązowy medalista panarabskiego czempionatu w Al-Ajn (2011). W 2012 reprezentował swój kraj na igrzyskach olimpijskich w Londynie. Półfinalista mistrzostw świata w Moskwie (2013). Medalista mistrzostw Maroka.
Rekordy życiowe w biegu na 800 metrów: stadion – 1:44,96 (25 lipca 2013, Rabat) ; hala – 1:50,37 (25 lutego 2014, Praga).

## Osiągnięcia
| Rok  | Impreza                               | Miejsce   | Lokata     | Wynik   |
| ---- | ------------------------------------- | --------- | ---------- | ------- |
| 2007 | Mistrzostwa świata juniorów młodszych | Ostrawa   | 3. miejsce | 1:50,12 |
| 2007 | Mistrzostwa Afryki juniorów           | Wagadugu  | 6. miejsce | 1:49,46 |
| 2008 | Mistrzostwa świata juniorów           | Bydgoszcz | 7. miejsce | 1:51,43 |
| 2010 | Mistrzostwa świata juniorów           | Moncton   | półfinał   | 1:48,53 |
| 2011 | Mistrzostwa panarabskie               | Al-Ajn    | 3. miejsce | 1:53,73 |
| 2012 | Igrzyska olimpijskie                  | Londyn    | eliminacje | 1:48,48 |
| 2013 | Igrzyska śródziemnomorskie            | Mersin    | –          | DNF     |
| 2013 | Mistrzostwa świata                    | Moskwa    | półfinał   | 1:49,08 |
| 2014 | Mistrzostwa Afryki                    | Marrakesz | 8. miejsce | 1:49,93 |
| 2015 | Mistrzostwa świata                    | Pekin     | półfinał   | 1:46,09 |